# Alberto Cavaciocchi
Alberto Cavaciocchi (Turin, 31 janvier 1862 - Turin, 3 mai 1925) était un général italien. 
Il a été pendant quelques années le directeur estimé du Bureau historique de l'armée (Ufficio Storico dell'Esercito), où il a achevé la publication de nombreux volumes consacrés aux événements du Risorgimento, tels que Relazione e rapporti finali della campagna del 1848 e del 1849 (Relations et rapports finaux de la campagne de 1848 et 1849), Completamento della campagna del 1866 et La campagna italiana del 1859 (Achèvement de la campagne de 1866 et La campagne d'Italie de 1859). Il a participé à la guerre italo-turque, où il s'est particulièrement distingué, puis à la Première Guerre mondiale. Pendant la bataille de Caporetto, il commande le 4e corps d'armée, l'une des unités initialement submergées par l'attaque austro-allemande.

## Biographie
Né à Turin le 31 janvier 1862, il entre très jeune comme étudiant au Collège de Florence (Collegio di Firenze), puis fréquente l'Académie royale militaire d'artillerie et de génie (Regia Accademia Militare di Artiglieria e Genio) de Turin, dont il sort en 1881 avec le grade de lieutenant (tenente) affecté à l'artillerie. Entre 1887 et 1888, il suit les cours de l'école de guerre de l'armée avec d'excellents résultats, et en 1889, il rejoint le corps d'état-major général. Promu au grade de capitaine (capitano) le 11 octobre 1888, il quitte l'artillerie pour passer à l'infanterie. Promu major (maggiore), il sert dans le 41e régiment d'infanterie "Modena".
À partir de 1903, il devient professeur d'organique à l'École de guerre, il y reste jusqu'en juin 1906, puis assume le poste de chef du bureau historique de l'armée jusqu'en février 1910. Cette année-là, avec le grade de colonel (colonnello), il prend le commandement du 60e régiment d'infanterie appartenant à la brigade de Calabre. Avec le début de la guerre italo-turque en 1911, en mars de l'année suivante, il part pour la zone d'opérations à la tête de son régiment, restant en Libye jusqu'en juin 1914. Pendant son séjour en Libye, il commande la Ire Brigade mixte dans les opérations pour l'occupation de Zouara et ensuite la VIe brigade spéciale opérant dans la région de Tripoli. En mai 1913, il se déplace avec sa Brigade en Cyrénaïque, prenant une part active aux opérations dans la région de Derna puis de Cyrène.
Pour ses mérites, il fut promu sur le terrain au grade de général de division (maggior generale) et décoré de la croix d'officier de l'ordre militaire de Savoie, et de la médaille d'argent de la valeur militaire,. De retour dans sa patrie, il prend d'abord le commandement de la brigade de Brescia, puis le poste de directeur de l'Institut géographique de Florence (août 1914). Lorsque le royaume d'Italie entre en guerre le 24 mai 1915, il devient chef d'état-major de la 3e armée, sous les ordres de SAR le duc d'Aoste. En juillet de la même année, il devient commandant de la 5e division, chargée de la défense de l'important secteur Valtellina-Val Camonica, et le 1er octobre, il est élevé au rang de lieutenant général (tenente generale). Entre avril et mai 1916, il dirige avec succès la consolidation de la ligne italienne, en menant des opérations offensives à très haute altitude dans la région d'Adamello.
En juin de la même année, il prend le commandement du XXVIe corps d'armée, poste qu'il occupe jusqu'en novembre, date à laquelle il est nommé commandant du IVe corps d'armée (ce corps, dont le quartier général est à Creda, est fort de trois divisions et se trouve dans la partie la plus septentrionale du déploiement de la 2e armée commandée par le général Luigi Capello, couvrant le front du Monte Rombon à l'Isonzo en amont de la tête de pont de Tolmino). Il occupe ce poste jusqu'au 25 octobre 1917, date à laquelle il est licencié à la suite de la déroute de Caporetto. Son unité et le XXVIIe corps d'armée attenant sont entièrement investis par l'offensive austro-allemande, et le IVe corps d'armée perd la plupart de ses effectifs le 24 octobre.
L'ancien chef d'état-major du Regio Esercito, le général Luigi Cadorna, dans une confidence faite à Versailles au colonel Angelo Gatti, le 2 février 1918, reconnaît que la défaite de Caporetto est due à la percée effectuée par les Austro-Allemands sur le front tenu par le XXVIIe corps d'armée de Pietro Badoglio, qui s'est retiré en grand désordre, permettant le débordement des positions tenues par le IVe corps d'armée de Cavaciocchi, et la retraite consécutive du XXIVe corps d'armée de Enrico Caviglia. Le VIIe corps d'armée de Luigi Bongiovanni, placé en position de réserve, n'est pas intervenu pour combler l'énorme brèche dans le front italien. Selon la déclaration du sénateur Luigi Albertini au directeur du journal La Tribuna, Olindo Malagodi, le 22 avril de la même année, la défaite subie par le IVe corps d'armée est imputable presque exclusivement au commandement du XXVIIe corps d'armée, qui n'a pas su coordonner les opérations dès le début de l'attaque austro-allemande. Inexplicable est l'échec de l'artillerie du XXVIIe corps d'armée, qui n'a pratiquement pas tiré sur les troupes ennemies qui avancent.
Après une série d'enquêtes internes, il est jugé comme l'un des responsables de la défaite par une commission d'enquête spéciale ordonnée par le Premier ministre italien Vittorio Emanuele Orlando. Le 2 septembre 1919, avec d'autres commandants (Luigi Cadorna, Luigi Capello, Carlo Porro), il est mis à la retraite d'office. Il passe les dernières années de sa vie à tenter de racheter ses actions de commandement Il est également promu au rang de chef d'état-major. pendant la bataille. La compilation de son mémoire intitulé Un anno al comando del IV Corpo d'Armata (Un an au commandement du IVe corps d"'armée) remonte à ces années-là. Le 1er décembre de la même année, il adresse au Sénat une pétition dans laquelle il demande le réexamen de sa position. L'examen de la pétition est confié à une commission spéciale composée des sénateurs Oronzo Quarta, Guglielmo Pecori Giraldi et Francesco Pistoia, qui, au printemps 1921, termine ses travaux en révisant partiellement le jugement sur ses responsabilités. À cause de cela, le ministère de la Guerre a changé sa retraite en service auxiliaire. Toujours insatisfait, il s'adresse successivement au Conseil d'État, au ministre de la Guerre Luigi Gasparotto et enfin à la Chambre des députés avec une pétition en décembre 1924, mais sans succès.
Au cours de sa vie, il a été un auteur prolifique d'ouvrages militaires, publiant de nombreux livres et articles dans les magazines les plus prestigieux tels que : Rivista Militare Italiana, Rivista di fanteria, Rivista di cavalleria, Rivista di Artiglieria e Genio, Memorie Storiche Militari, Nuova Antologia, La vita italiana, et Rivista di Roma. 
Il meurt subitement à son domicile de Turin des suites d'une attaque cérébrale le 3 mai 1925, laissant inachevés deux ouvrages importants sur la bataille de Caporetto : Un anno al comando del IV corpo d'armata (cet ouvrage dans lequel il impute la défaite au général Badoglio a été caché par sa femme pendant les années de fascisme au Castello Sforzesco de Milan) et Il IV corpo d'armata alla battaglia di Caporetto (Le 4e corps d'armée à la bataille de Caporetto).

## Le jugement de Gadda
Carlo Emilio Gadda, un officier alpin, a fait la connaissance de Cavaciocchi en 1915, le jugeant " un parfait âne ". Gadda lui-même, troublé par les nouvelles désastreuses en provenance du front oriental, les Russes étant en grande difficulté à cause des percées et des lourdes défaites que leur infligeait l'Allemagne, déclara : " Les Allemands ont manifestement des généraux moins Cavaciocchi que les nôtres " (phrase dans laquelle, bien sûr, le nom du général était utilisé pour désigner un incompétent ou un incapable).

## Distinctions honorifiques
- Officier de l'Ordre militaire de Savoie
- Arrêté royal du 16 mars 1913.
 - Médaille d'argent de  la valeur militaire
- Commandant de brigade lors des journées des 18 et 19 juin 1913 qui ont conduit à la conquête du camp d'Ettangi, il a conduit sa colonne avec constance, vaillance et habileté, contribuant efficacement avec les troupes collatérales à la réalisation de la victoire. Ettangi 18-19 juin 1913. - Arrêté royal du 4 juin 1914
 - Chevalier de l'Ordre des Saints-Maurice-et-Lazare
- 30 mai 1907
 - Officier de l'Ordre des Saints-Maurice-et-Lazare
 - Commandeur de l'Ordre des Saints-Maurice-et-Lazare
- 9 janvier 1917
 - Chevalier de l'Ordre de la Couronne d'Italie
 - Officier de l'Ordre de la Couronne d'Italie
 - Commandeur de l'Ordre de la Couronne d'Italie
- 29 décembre 1912